# استپی مکزیکی
استپی مکزیکی (نام علمی: Stipa mexicana) نام یک گونه از سرده استپی است.